# Andreï Moskvine
Pour les articles homonymes, voir Moskvine.
Andreï Nikolaïevitch Moskvine (en russe : Андрей Николаевич Москвин), né le 14 février 1901 à Tsarskoe Selo et mort le 28 février 1961  à Léningrad, est un directeur de la photographie soviétique, connu pour avoir travaillé avec les réalisateurs Grigori Kozintsev et Leonid Trauberg.

## Biographie
L'artiste était marié avec la réalisatrice Nadejda Kocheverova, dont il a un fils, Nikolaï Moskvine (1935-1995).

## Filmographie sélective
- 1926 : La Roue du diable, de Grigori Kozintsev et Leonid Trauberg
- 1926 : Le Manteau, de Grigori Kozintsev et Leonid Trauberg
- 1926 : Katka, petite pomme reinette, de Friedrich Ermler et Edouard Ioganson
- 1927 : SVD : L’Union pour la grande cause, de Grigori Kozintsev et Leonid Trauberg
- 1927 : Le Petit Frère, de Grigori Kozintsev et Leonid Trauberg
- 1927 : Somebody Else's Coat  (Chuzhoy pidzhak) de Boris Shpis (en)
- 1929 : La Nouvelle Babylone, de Grigori Kozintsev et Leonid Trauberg
- 1931 : La Seule, de Grigori Kozintsev et Leonid Trauberg
- 1940-1946 : Ivan le Terrible, film en deux parties de Sergueï Eisenstein
- 1947 : Pirogov (Пирогов) de Grigori Kozintsev
- 1955 : Le Taon (Овод) d'Alexandre Feinzimmer
- 1957 : Don Quichotte, de Grigori Kozintsev
- 1960 : La Dame au petit chien, de Iossif Kheifitz

## Récompenses
- ordre du Drapeau rouge du Travail : 1939
- prix Staline de 1er classe : (1946) pour la photographie du film Ivan le Terrible (1944)
- prix Staline de 2e classe : (1948) pour la photographie du film Pirogov (1947)